# 富士市立吉永第一小学校
富士市立吉永第一小学校（ふじしりつ よしながだいいちしょうがっこう）は、静岡県富士市比奈にある市立小学校。

## 沿革
- 1873年（明治6年）6月1日 - 医王寺を仮校舎として開校。
- 1887年（明治20年）7月 - 比奈尋常小学校と改称。
- 1890年（明治23年）1月 - 吉永村立穆清尋常小学校と改称。
- 1903年（明治36年）8月 - 現在地に移転。
- 1941年（昭和16年）4月 - 吉永第一国民学校と改称。
- 1947年（昭和22年）4月 - 吉永村立吉永第一小学校と改称。
- 1955年（昭和30年）2月 - 吉原市立吉永第一小学校と改称。
- 1957年（昭和32年）1月 - 鉄筋3階建校舎（12教室）落成。
- 1958年（昭和33年）6月 - プール落成。
- 1963年（昭和38年）3月 - 講堂（兼体育館）落成。
- 1964年（昭和39年）4月 - 校歌制定。
- 1966年（昭和41年）11月 - 富士市立吉永第一小学校と改称。
- 1972年（昭和47年）11月 - 創立100年記念誌『穆清』発行。
- 1975年（昭和50年）5月 - 鉄筋3階建校舎（14教室3教材室）、給食室、生駒先生胸像完成。
- 1982年（昭和57年）3月 - 鉄筋3階建校舎（特別教室・管理室）完成。
- 1982年（昭和57年）9月 - 新プール落成、チューリップ時計完成（台は昭和57年度卒業生、時計は昭和60年度卒 業生の寄贈による）。
- 1989年（平成元年） - 生駒先生胸像の建て替え。
- 1990年（平成2年） - 新体育館落成、特別教室5教室新設。二宮金次郎像の移転。
- 1992年（平成4年）4月 - 創立120周年記念航空写真撮影。
- 1993年（平成5年）3月 - 運動場トイレ完成。
- 1996年（平成8年）1月 - 富士市より学校給食表彰。
- 2001年（平成13年） - 2月、うさぎ広場完成。11月、インターネット開通。
- 2003年（平成15年） - 3月、中庭ビオトープ工事終了。11月、創立130周年式典開催。
- 2004年（平成16年）3月 - 創立130周年記念誌『穆清』発行[1]。

## 詳細
学制公布に伴って、比奈村（1873年（明治6年）に東比奈村・中比奈村・西比奈村の3村が合併）、富士岡村（1876年（明治9年）に東宗高村・西宗高村・宗高村・花守村の4村が合併）、および原田村字瀧川区が連合して「穆清舎」を開校した。初代校長には生駒藤之を招聘し、医王寺を仮校舎とした。明治7年に「第二大学区第十四番中学区第四番小学校穆清舎」、翌年には「第二大学区第十四番中学区八十一番、八十二番小学聯合公立小学校穆清舎」と改称。1876年（明治9年）に禰宜の前に校舎を建築した。明治年間は、学校の建築費、維持費、運営経費、そして人件費すべてを村民が負担した。村の管理者や指導者にとって、学校建築の経済的負担と就学の督励は、とくに大きな問題だった。学生数は次第に増加し、1880年（明治13年）に建坪102坪、二階16・7坪の木造瓦葺の校舎を増築。
1886年（明治19年）に教育令が廃止され、代わりに小学校令が制定された。これによって尋常小学校（4年）と高等小学校（4年）の二段階制が採用され、尋常小学校での修学が義務化された。また同年、行政区の名称が変わったという経緯から、「富士郡第四学区尋常小学校穆清舎」に改称。さらに、1889年（明治22年）の町村制制定に伴い、比奈村・富士岡村・桑崎村・石井村・鵜無淵村・間門村が合併したため、翌年「吉永村立穆清尋常小学校」へと改称された。
1901年（明治34年）に高等科を併設して「吉永村立穆清尋常高等小学校」となる。学生が増加したため、1903年（明治36年）8月30日、現在地竹の鼻に校舎を新築。校地は1,517坪（うち農業実習地が239坪、校舎306坪）であった。第三次小学校令の明治40年改正により、義務教育制が6年に延長されると児童数が急増。そのため明治41年に二教室を増築、同44年には二階建六教室を増築した。このときの校地は2,595坪であった。
1941年（昭和16年）、国民学校令の施行に伴い「吉永第一国民学校」と改称、校名から穆清の文字が消えた。

## 「生駒文庫」
初代校長を務めた生駒藤之の蔵書が、生駒文庫として校長室内に保管されている。付属品として、生駒藤之の古刀を収蔵。
| 種別     | 部数 | 冊数 |
| -------- | ---- | ---- |
| 辞書類   | 2    | 42   |
| 経書類   | 14   | 34   |
| 歴史書   | 15   | 92   |
| 詩類     | 10   | 32   |
| 文書文法 | 17   | 42   |
| 書類     | 3    | 18   |
| 雑類     | 9    | 12   |
| 合計     | 70   | 262  |

## 校訓
- 校訓

「穆清の心」〜よろこび 心おだやかにし 気持ちのよい風のように〜
- 学校教育目標

「あかるく やさしく たくましく」

## 関連する人物
- 生駒藤之（教育者） - 初代校長
- 斉藤知一郎（実業家） - 卒業生[8]
- 斎藤了英（実業家） - 卒業生
- 戸塚洋二（物理学者） - 卒業生
- 石原崇兆（サッカー選手） - 卒業生[9]

## 周辺地域
- 富士市役所吉永まちづくりセンター
- 富士市立東図書館
- 富士市立高等学校
- 富士市立吉原東中学校
- 富士市東部児童館
- 医王寺 (富士市) – 静岡県富士市比奈にある浄土宗の寺院。